# Kediet ej Jill
Il Kediet ej Jill è una montagna dell'Africa occidentale alta 915 metri e che si trova in Mauritania.

## Geografia
La montagna è considerata un Inselberg. Rappresenta il punto più elevato del territorio della Mauritania. 

## Sfruttamento minerario
Sul Kediet ej Jill e nell'area circostante si trovano ricchi giacimenti di ferro, sfruttati a partire dal 1952 e collegati a Nouadhibou, sulla costa atlantica, da 700 km di ferrovia.